# L'elastico
L'elastico è un singolo dei Ridillo pubblicato nel 2008.
Il brano è tratto dall'album Hello!, la prima raccolta di successi dei Ridillo. Esce su iTunes in AAC a 128 kbps. In seguito viene realizzato un videoclip per il quale viene utilizzata una versione remix del brano inedita discograficamente.

## Tracce

### download digitale
1. L'elastico - 3:42